# لیندا (کالیفرنیا)
لیندا (به انگلیسی: Linda) یک منطقهٔ مسکونی در ایالات متحده آمریکا است که در شهرستان یوبا، کالیفرنیا واقع شده‌است. لیندا ۲۲٫۱۳۴ کیلومتر مربع مساحت و ۱۷٬۷۷۳ نفر جمعیت دارد و ۲۱ متر بالاتر از سطح دریا واقع شده‌است.